# Opuntia decumbens
Opuntia decumbens là một loài thực vật có hoa trong họ Cactaceae. Loài này được Salm-Dyck mô tả khoa học đầu tiên năm 1834.

## Hình ảnh

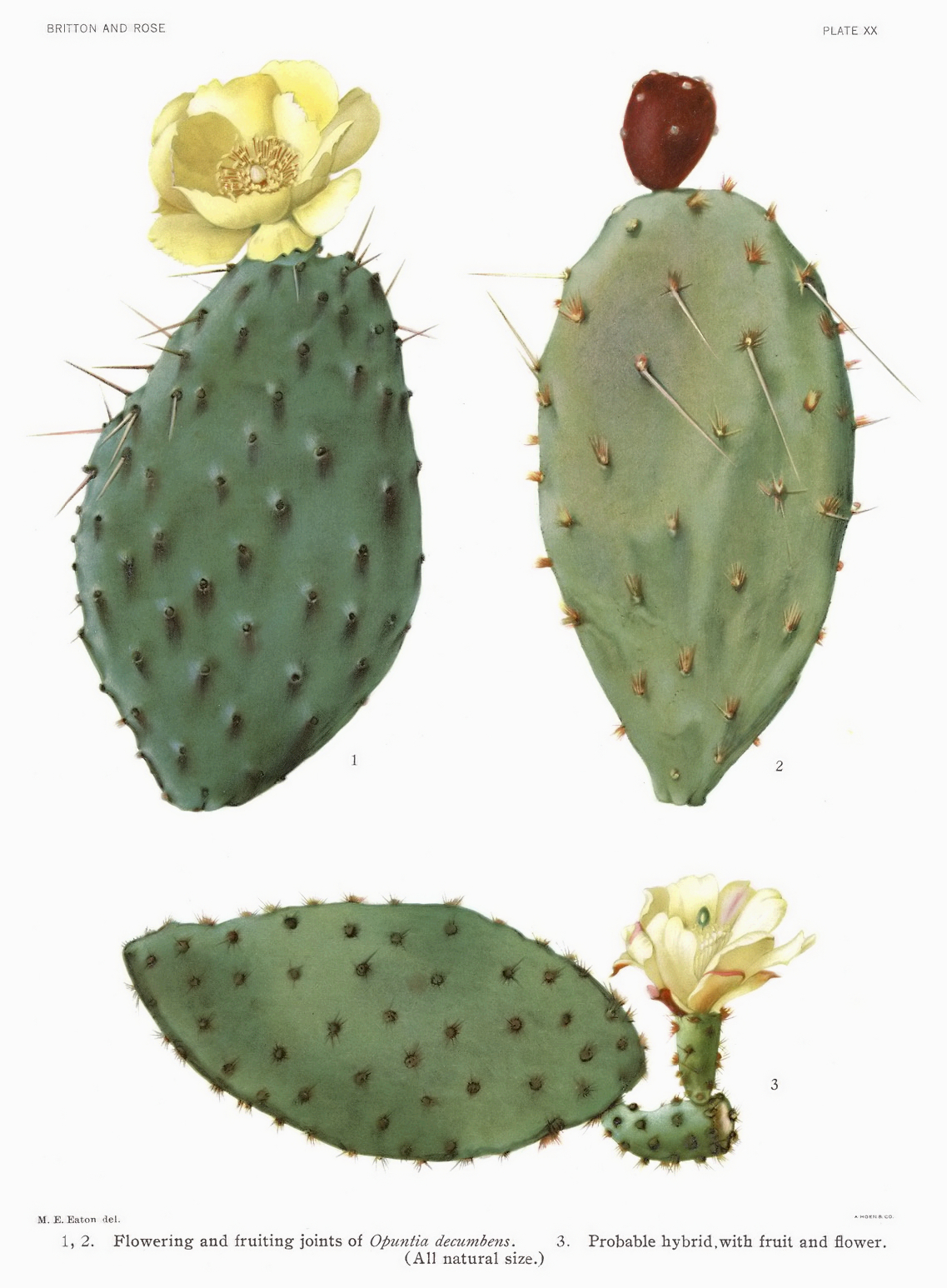
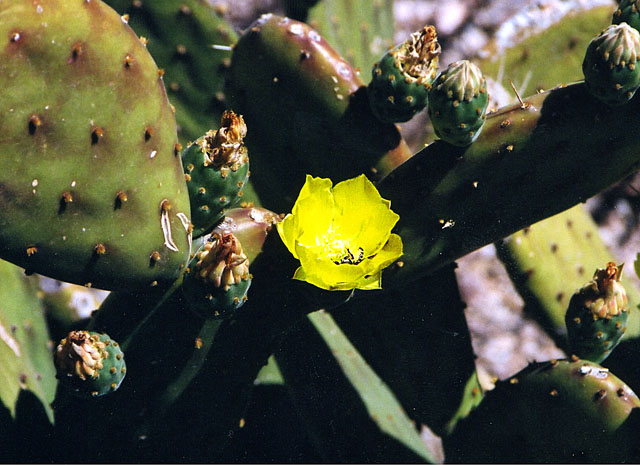